# Myobulla myobulla
Myobulla myobulla är en plattmaskart som beskrevs av Artois och Schockaert 2000. Myobulla myobulla ingår i släktet Myobulla och familjen Polycystididae. Inga underarter finns listade i Catalogue of Life.